# 101955 Bennu
A 101955 Bennu, korábban (101955) 1999 RQ36 földközeli kisbolygó. A LINEAR projekt keretében fedezték fel 1999. szeptember 11-én. Jelenleg a Földre legveszélyesebb űrobjektum. A kisbolygó mérete megközelítőleg 550 méter, keringési periódusa 14 hónap.

Az OSIRIS-REx által készített felvétel. (2018. december 3.)

Felfedezése után néhány évig nem került a média középpontjába, viszont miután Andrea Milani és munkatársai tüzetesebben is megvizsgálták, helyet kapott azon nyolc kisbolygó között, amik 2169 és 2199 között potenciális veszélyt jelentenek a Földre. Ezen kisbolygókról kevés információnk van. A nyolc kisbolygó becsapódásának esélye együttesen sem éri el a 0,07%-ot.
A számítások szerint a Bennu 1:1000 eséllyel 2182-ben összeütközhet a Földdel.
Az 550 méter átmérőjű aszteroida minden hatodik évben elhalad a Föld mellett, mivel a bolygónkhoz hasonló távolságban kering a Nap körül.
Nevét egy főnixhez hasonló ókori egyiptomi madárról, a bennuról kapta.
A Bennu valószínűleg egy sokkal nagyobb, szénben gazdag aszteroidától szakadt el, ennek ideje 700 millió és 2 milliárd év közötti. Valószínűleg a fő aszteroidaövben alakult ki a Mars és a Jupiter között, és azóta közelebb sodródott a Földhöz. Mivel anyagai ilyen régiek, a Bennu olyan szerves molekulákat tartalmazhat, amelyek hasonlóak lehetnek a Föld életének kezdetéhez.

## Küldetés a Bennuhoz
A NASA egy 2016 őszén indított űrszondával, az OSIRIS-REx-szel vizsgálja a kisbolygót. A szonda 2018. december 3-án érte el, és 2020. október 20-án mintát vett a kisbolygóból, amit 2023-ban visszahoz a Földre. Az elkészült képekből 80 cm felbontású háromdimenziós domborzatmodellt és 5 cm felbontású, 30 cm becsült pontosságú térképet generáltak.